# Canon EOS 2000D
1300D
Le Canon EOS 2000D, appelé Rebel T7 en Amérique, Kiss X90 au Japon et 1500D en Asie du Sud-Est, est un appareil photographique reflex numérique de 24,1 mégapixels fabriqué par Canon. Il a été annoncé le 25 février 2018 avec un prix de vente suggéré aux États-Unis de 549,99 US$ comprenant un objectif EF-S 18-55 f/3.5-5.6 IS II.
Le 2000D est un reflex d'entrée de gamme qui remplace l'EOS 1300D. La principale amélioration est l'introduction du nouveau capteur de 24,1 mégapixels,. Cependant, il ne s'agit pas du capteur AF Dual Pixel qui équipe les appareils de gamme supérieure comme les EOS 200D, 800D, 77D et 80D. De fait, l'autofocus en mode vidéo (détection de contraste) s'avère peu performant.

## Caractéristiques
- Capteur CMOS APS-C (22,3 mm × 14,9 mm)
- Définition : 24,1 millions de pixels
- 9 collimateurs AF dont 1 croisé au centre à f/5.6, sensibilité supplémentaire à f/2.8 (sauf si un objectif EF 28-80mm f/2.8-4L USM ou EF 50mm f/2.5 Compact Macro est utilisé)
- Sensibilité ISO 100 – 6400 (extensible à H: 12 800)
- Processeur d'image DIGIC 4+
- Vidéo full HD 1080p à 24p, 25p (25 Hz) et 30p (29.97 Hz) avec drop frame timing
- Vidéo HD 720p à 60p (59.94 Hz) et 50p (50 Hz)
- Écran LCD 3.0" au format 4:3, fixe et non tactile
- Connectivité Wi-Fi et NFC